# Królewo (przystanek kolejowy)
Królewo – zlikwidowany wąskotorowy przystanek osobowy w Zarzeczu, w gminie Stare Pole, w powiecie malborskim, w województwie pomorskim. Położony był na linii kolejowej z Malborka Kałdowa Wąskotorowego do Świetlik. Odcinek do Królewa został otwarty w 1903 roku.